# The Judas Kiss
The Judas Kiss — сингл американской метал-группы Metallica из девятого студийного альбома Death Magnetic.

## Список композиций
| №  | Название         | Длительность |
| -- | ---------------- | ------------ |
| 1. | «The Judas Kiss» | 8:01         |

## Участники записи
Metallica
- Джеймс Хетфилд — вокал, ритм-гитара
- Кирк Хэммет — соло-гитара
- Роберт Трухильо — бас-гитара
- Ларс Ульрих — ударные

Технический персонал
- Рик Рубин — продюсирование
- Тед Дженсен — мастеринг
- Грег Фидельман — микширование

## Чарты
| Чарт (2008)                                 | Высшая Позиция |
| ------------------------------------------- | -------------- |
| Канада (Billboard Canadian Hot 100)         | 71             |
| Финляндия (Suomen virallinen lista)         | 20             |
| Норвегия (VG-lista)                         | 13             |
| Швеция (Sverigetopplistan)                  | 44             |
| Великобритания (OCC UK Singles)             | 79             |
| US Billboard Bubbling Under Hot 100 Singles | 12             |